# 평양방송
평양방송(平壤放送, 영문명: Pyongyang Broadcasting Station (PBS), Radio Pyongyang)은 조선민주주의인민공화국의 국영 라디오 방송사이다.
조선로동당 대남사업부에서 운영하는 라디오 방송으로, 북한의 대외, 대남 선전방송이다. 1972년 11월에 조선중앙 제2방송을 평양방송으로 개칭하였다. 공식적으로 언급된 주파수는 중파 3개, 단파 1채널, 초단파 2채널로 하루 도합 23시간 30분 방송하고 있으며 방송 내용의 40%가 대남 비방방송이다.

## 연혁 및 개요
평양방송은 조선중앙방송과 마찬가지로, 먼저 애국가와 선전구호를 송출하고, 북한의 다른 방송에서 방송된 프로그램을 제작해서 보낸다.
이 방송은 특정 프로그램으로 「남조선청년학생들에게 보내는 방송」, 「남조선괴뢰국군장병들에게 보내는 방송」도 보내고 있으며, 외국어전문방송도 하고있다.
평양방송은 조선중앙 제2방송이란 이름으로 개국했으며, 1972년에 「평양방송」으로 고쳤다.
이 방송은 북한의 주요 음악단인 보천보전자악단과 왕재산경음악단의 노래들도 연주하고있으며, 음악전문프로그램도 있다. 초기에는 조선중앙방송과 함께 대남선전 목적이었으나 음악, 예술, 시사프로그램 및 드라마 방송 비율을 높이고 있다.
보도의 비중이 40％로 보도전문프로그램을 하고있다. 그밖에도 「조선명곡집을 펼치며」,「항일빨찌산참가자들의 회상기련속극」,「계몽기가요 감상시간」, 드라마 등의 프로그램도 방송하고있다. 1990년 이후부터는 외국의 명화를 일부 방영하기도 한다.
아침 5시부터 다음날 새벽 4시 30분까지 방송되고 총 방송시간은 23시간 30분 정도이다.

## 중계
현재 평양방송은 중파(AM) 1개 채널(819kHz), 단파(SW) 3개 채널(3250 kHz, 6100 kHz, 11680kHz), 초단파 1개 채널 (102.3 MHz)로 매일 23시간 30분을 방송하고 있으며, 중계소는 개성·사리원·해주·평강 등 4곳에 있다.

## 송출현황
평양방송은 라디오 주파수를 운용하고 있으나 대한민국에서는 공개송신 금지 조치되어 있다. 2006년 이전까지는 일부 송신, 접속이 가능하였으나 2006년 이후부터는 친북계 웹사이트 등과 함께 남한 내에서는 접속 금지가 조치하게 되었다.
원래는 '우웅우웅~'하는 방해 전파가 송출되고 있었지만 1143Khz(자유코리아 방송)과 동일한 내용의 방송이 방해 전파로 송출된다.
2024년 1월 12일 송출을 중단하였다.
2024년 5월 16일 이전에 방송이 재개된것으로 보인다.

## 같이 보기
- 조선중앙통신
- 조선중앙방송